# NEKO
NEKOまたはねことは、ネコ・パブリッシングから刊行されている、猫の写真を扱う雑誌。隔月刊。姉妹誌に『DOG FAMILY』がある。
写真家によるグラビアや投稿写真、猫に関する情報が扱われている。また写真以外にも毎号テーマを設けて猫コンテストが行われる。「アマチュア猫写真館」では投稿された作品が審査のうえ作評とともに掲載される。「Photo Gallery こっちむいてニャン!!」では投稿された猫写真が漏れなく全て掲載される。その他に定期的に「ネットアイドルにゃんこコンテスト」を開催している。毎号、付録もつく。